# Eds landskommun, Ångermanland
För andra landskommuner med detta namn, se Eds landskommun.
Eds landskommun var en tidigare kommun i Västernorrlands län. 

## Administrativ historik
Eds landskommun inrättades den 1 januari 1863 i Eds socken i Ångermanland  när 1862 års kommunalförordningar trädde i kraft.
Den upphörde vid kommunreformen 1952, då den gick upp i Resele landskommun. Sedan 1971 tillhör området Sollefteå kommun.

## Kommunvapen
Eds landskommun förde inte något vapen.

## Politik

### Mandatfördelning i valen 1938-1946
| 14 | 6 |

| 20 |

| 14 | 6 |

| 20 |

| 4 | 12 | 4 |

| 18 |